# Raquel Levy
Raquel Levy, mieux connue sous son nom d'artiste Raquel, est une peintre née à Gibraltar le 27 septembre 1925 et morte à Paris 16e le 21 octobre 2014.

## Biographie
Née à Gibraltar d'une mère anglaise et d'un père espagnol, elle grandit à Casablanca dans une famille aisée hispanophone et francophone. Après des études aux Beaux-arts de Casablanca, elle se rend à Paris, entre à l'École des métiers d'art et fréquente l'académie de la Grande Chaumière et les ateliers d'André Lhote et Henri Goetz.
Raquel se consacre toute sa vie à la peinture abstraite.
Elle collabore également avec de nombreux poètes avec lesquels elle fait des livres ; le premier, en 1969, est David du poète péruvien Antonio Cisneros. En 1973, avec Emmanuel Hocquard, elle fonde, dans son atelier de Malakoff, au 52 avenue Pierre-Brossolette, la maison d'édition Orange Export Ltd. qui conçoit, fabrique et publie jusqu'en 1986 une centaine de livres d'écrivains et de poètes.